# Puya textoragicolae
Puya textoragicolae är en gräsväxtart som beskrevs av Wilhelm Weber. Puya textoragicolae ingår i släktet Puya och familjen Bromeliaceae. Inga underarter finns listade i Catalogue of Life.